# Gorkowski Okręg Wojskowy
Gorkowski Okręg Wojskowy (ros. Го́рьковский вое́нный о́круг) – radziecki okręg wojskowy z okresu po II wojnie światowej.

## Historia

### I formowanie
Okręg został sformowany 9 lipca 1945 roku. W jego skład weszły terytoria obwodów: gorkowskiego, iwanowskiego, kostromskiego oraz Mordwińskiej ASRR. Do podstawowych zadań okręgu należało przeprowadzenie demobilizacji oddziałów Armii Czerwonej wracających z frontu. Siedziba dowództwa mieściła się w Gorkach.
Po wykonaniu zadań związanych z demobilizacją wojsk, w lutym 1946 okręg przekształcono w Gorkowski Okręg Terytorialny, a 7 maja 1946 został on ostatecznie rozformowany. Jego terytorium podzielono pomiędzy Moskiewski i Nadwołżański Okręg Wojskowy.

### II formowanie
W związku z reorganizacją Sił Zbrojnych ZSRR ponownie w dniu 28 maja 1949 roku utworzono okręg wojskowy, którego terytorium zajęło obszar dawnego okręgu, a dodatkowo w jego skład włączono obwód kirowski oraz Maryjską ASRR i Czuwaską ASRR. Siedziba znajdowała się w Gorkach.
Kolejna reorganizacja spowodowała, że 24 kwietnia 1953 roku okręg został rozformowany. Jego terytorium podzielono pomiędzy Moskiewski, Nadwołżański i Uralski Okręg Wojskowy.

## Dowódcy
- gen. lejtn. Ilia Smirnow (lipiec 1945 – maj 1946)
- gen. lejtn. Władimir Szczerbakow (maj 1949 – kwiecień 1953)